# Ральф Мецнер
Ральф Гамфрі Гюнтер Мецнер (нім. Ralph Humphrey Guenther Metzner, 18 травня 1936, Берлін — 14 березня 2019) — німецький психолог, письменник і дослідник, який на початку 1960-х брав участь у психоделічних дослідженнях у Гарвардському університеті разом з Тімоті Лірі та Річардом Альпертом (пізніше названим Рам Дассом). Мецнер був психотерапевтом і почесним професором психології в Каліфорнійському інституті інтегральних досліджень у Сан-Франциско, де до цього він також був академічним деканом і академічним віце-президентом.

## Життєпис
Народився 18 травня 1936 року у Берліні, Німеччина, у родині Вольфганга та Джилл (Лорі) Мецнер. Його батько був німецьким спеціалістом середнього класу та мав ступінь доктора з політології. Його мати походила з робітничого класу в Шотландії та не мала вищої освіти. Батьки Мецнера познайомилися, коли обидва працювали в Лізі Націй у Женеві. Також мати довгий час працювала в ЮНЕСКО.
У 1947, Мецнер разом з двома братами та матірʼю емігрували до Великої Британії.
У 1958 році, Мецнер переїхав до Сполучених Штатів і став натуралізованим громадянином у 1968.
В 1958 році, отримав ступінь бакалавра в Оксфордському університеті, закінчивши його з відзнакою першого ступеня.
Потім Мецнер продовжив навчання в Гарвардському університеті, отримавши ступінь доктора клінічної психології в 1962 році. Також Мецнер пройшов постдокторське стажування з психофармакології в Гарвардській медичній школі. Під час навчання в Гарварді Мецнер працював з Тімоті Лірі та Річардом Алпертом (пізніше відомий як Рам Дасс) над Гарвардським проектом з вивчення псилоцибіну. Мецнер пише про цей період: «Починаючи з 1961 року, я провів шість років, досліджуючи психоделічні речовини як інструменти для розширення свідомості та особистісного зростання. З того часу я досліджував багато інших шляхів до більшого усвідомлення».
Після закінчення Гарварду Мецнер почав практикувати психологію, спочатку як інтерн, а потім як штатний психолог. Він працював у різних установах, включаючи державну в'язницю Конкорд (1961-1963), Фонд Касталія (1963-1965), Державну лікарню Мендосіно (1967-1968), Медичну групу Кайзер Перманент (1968-1969) та Державну лікарню Фейрвью (1970-1972). Протягом цього періоду Мецнер продовжував співпрацювати з Лірі та Альпертом, у співавторстві з якими написав книгу «Психоделічний досвід» у 1964 році. Також був редактором видання Psychedelic Review з 1965 по 1967 рік та книги (у співпраці з Тімоті Лірі) The Psychedelic Reader.
Паралельно з професійною підготовкою Мецнер продовжував шукати вищі рівні свідомості. Одним із способів мислення, який він вважав особливо привабливим, був актуалізм, розроблений Расселом Шофілдом. Щоб продовжити його вивчення, Мецнер вступив до Школи актуалізму в Лос-Анджелесі у 1968 році.
Наприкінці 1960-х років Мецнер пішов у новому напрямку, відкривши власну приватну практику психотерапевта і консультанта в Пало-Альто, штат Каліфорнія.
З 1972 по 1973 рік, Мецнер заснував і керував школою Star Mountain, середньою школою для емоційно нездорових підлітків.
У 1975 році Мецнер почав викладати в Каліфорнійському інституті інтегральних досліджень на посаді доцента, пізніше ставши почесним професором. У 1979 році він став академічним деканом та обіймав цю посаду до 1988 року.
У 1970-х роках Мецнер глибоко занурився у вивчення Аґні Йоги, медитативної системи, зосередженої на життєвих енергіях. Він інтенсивно практикував її протягом десятиліття, за цей час він також повернувся до Школи актуалізму як штатний викладач і завершив дві книги. Книга Maps of Consciousness була опублікована в 1971 році як одна з перших спроб порівняльного аналізу станів свідомості. Книга Know Your Type: Maps of Identity була опублікована у 1978 році і містила оцінку всіх особистісних типологій, як давніх, так і сучасних.
У 2006, Мецнер знявся у документальному фільмі Entheogen: Awakening the Divine Within про перевідкриття дивовижного космосу в сучасному світі.

Понад 50 років Мецнер займався дослідженнями свідомості, зокрема психоделіками, йогою, медитацією та шаманізмом. Він був співзасновником і президентом Green Earth Foundation, некомерційної освітньої організації, метою якої є поліпшення відносин між людством і Землею через дослідження в галузі вивчення свідомості, шаманізму і міфології, а також екологічних досліджень та еко- або «зеленої» психології. Він є автором більше ніж 100 наукових праць та ессеїв, а також опублікував більше ніж 20 книжок з психології, психоделіків та європейської міфології.

Ральф Мецнер на конференції Sacred Elixirs в Сан-Хосе, 2005 рік.

Мецнер проводив семінари з трансформації свідомості та алхімічної дівінації на національному та міжнародному рівнях. Він також був поетом і автором-виконавцем пісень і випустив два компакт-диски з Кітом Волкером: розмовний компакт-диск («Spirit Soundings», з музикою Кіта Волкера) і один музичний диск з оригінальними піснями («Bardo Blues»). Серед його книг — The Well of Remembrance, The Unfolding Self, Green Psychology, а також дві збірки про науку і феноменологію аяваски і Теонанакатль, і збірка звітів про досвід вживання MDMA. Мецнер написав передмову до книги Through the Gateway of the Heart: Accounts of Experiences with MDMA and Other Empathogenic Substances.

### Особисте життя
Протягом 30 років Ральф Мецнер був мешканцем Сономи, де він жив з дружиною Кеті Коулман, пасинком Еліасом Джейкобсоном та донькою Софією Мецнер.

## Дискографія
- 1966 – The Psychedelic Experience: A Manual Based on the Tibetan Book of the Dead[en] (разом з Річардом Альпертом і Тімоті Лірі) (перевидано на компакт-диску в 2003 році компанією Folkways)
- 2006 – Bardo Blues – and Other Songs of Liberation (з Кітом Волкером), музичний компакт-диск (Green Earth Foundation)
- 2009 – Фактор пізнання (2009)